# Cybalobotys
Cybalobotys és un gènere d'arnes de la família Crambidae.

## Taxonomia
- Cybalobotys kakamegae Maes, 2001
- Cybalobotys manengoubae Maes, 2001
- Cybalobotys nyasalis Maes, 2001